# Settimana sociale 2007
(Papa Benedetto XVI, lettera di saluto alla 45ª Settimana sociale dei cattolici italiani indirizzata a monsignor Angelo Bagnasco.)

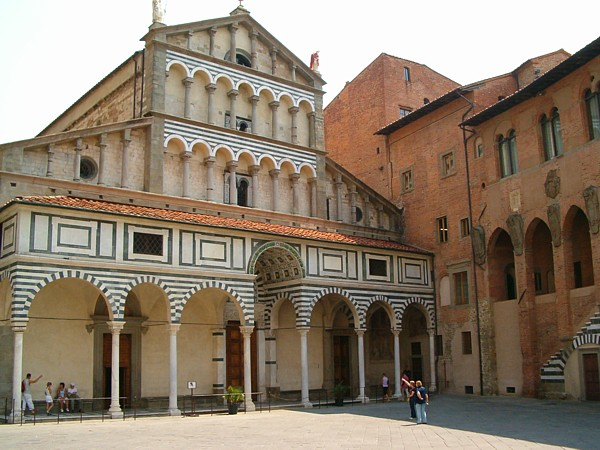
La cattedrale di San Zeno a Pistoia, sede della sessione inaugurale.

La Settimana sociale 2007, o 45ª Settimana sociale, è stato l'evento cattolico di riflessione sociale, denominato Settimana sociale dei cattolici italiani, svoltosi dal 18 al 21 ottobre 2007 a Pistoia e Pisa e con a tema "Il bene comune oggi".

## Partecipanti
L'evento ha visto la partecipazione di più di 1000 delegati da diocesi italiane. Inoltre presenti circa 65 tra vescovi e arcivescovi, una trentina di parlamentari, l'ex presidente del consiglio Giulio Andreotti, i ministri Rosy Bindi e Vannino Chiti, l'ex ministro Calogero Mannino.
Hanno collaborato alla realizzazione più di 150 volontari.
Tra i relatori sono da ricordare: Mansueto Bianchi, Renzo Berti, Giuseppe Bertello, Angelo Bagnasco, Andrea Riccardi, Cesare Mirabelli, Alessandro Plotti, Renato Raffaele Martino e Savino Pezzotta.

## Sessione inaugurale
La sessione inaugurale della Settimana sociale si è tenuta nella cattedrale di San Zeno, sede della Diocesi di Pistoia. Per l'occasione nella città fu installato un maxischermo e furono aperti due teatri con in diretta l'avvenimento per permettere anche ai non-delegati di poterne prendere visione. Papa Benedetto XVI ha scritto una lettera di saluto, letta proprio durante questa prima sessione, benedicendo l'iniziativa.
In concomitanza la città di Pistoia ha inaugurato il battistero cittadino dopo i lavori di restauro che si sono protratti per circa 2 anni e ha inoltre inaugurato una mostra su Giuseppe Toniolo, fondatore delle Settimane sociali. Della mostra hanno preso visione anche numerosi studenti della città in rappresentanza degli istituti superiori.

## Mass media
L'evento è stato totalmente mandato in onda in esclusiva su Sat2000 per la televisione e su Radio InBlu per la radio. Il quotidiano Avvenire ha inoltre dedicato a questo uno speciale on-line e degli inserti speciali nella edizione cartacea.